# Pokojište
Pokojište je naseljeno mjesto u općini Konjic, Federacija Bosne i Hercegovine, BiH.
Nalazi se na sjevernoj obali Jablaničkog jezera.

## Stanovništvo

### 1991.
Nacionalni sastav stanovništva 1991. godine, bio je sljedeći:
ukupno: 250
- Hrvati – 167
- Srbi – 75
- Muslimani – 5
- Jugoslaveni – 3

### 2013.
Nacionalni sastav stanovništva 2013. godine, bio je sljedeći:
ukupno: 68
- Bošnjaci – 53
- Hrvati – 13
- Srbi – 2

## Vanjske poveznice
- Satelitska snimka  Arhivirana inačica izvorne stranice od 8. kolovoza 2020. (Wayback Machine)